# Pla de les Comes (Esplugafreda)
El Pla de les Comes és una plana de muntanya, formada per diverses comes, del terme municipal de Tremp, dins de l'antic terme ribagorçà d'Espluga de Serra, al Pallars Jussà.
Està situada al costat de llevant del cim de Sant Cosme (Sapeira), de manera que n'és la continuïtat natural. És al sud-oest d'Esplugafreda, i separa les valls del barranc d'Esplugafreda del d'Escarlà. En el vessant sud del Pla de les Comes es troba l'ermita de Sant Cosme, que dona nom a tota la muntanya.